# Melissa Morrisonová
Melissa Morrisonová-Howardová (* 9. července 1971 Mooresville, Severní Karolína) je americká atletka, která získala dvě olympijské bronzové medaile. Získala také bronzovou medaili na halovém mistrovství světa v roce 2003 a na jednom národním mistrovství v halové soutěži.
Je absolventkou Appalachian State University v Boone v Severní Karolíně v roce 1993. Během své kariéry v Appalachian vyhrála 12 samostatných mistrovství jižní konference a byla All-American 1993 na 100 metrů překážek.